# Lista de episódios de Superamigos
Lista de episódios de Superamigos.

## 1ª temporada: Super Friends (1973)
| Episodio | Titulo Original                 | Titulo No Brasil                                   |
| -------- | ------------------------------- | -------------------------------------------------- |
| 01       | The Power Pirate                | O Poderoso Pirata                                  |
| 02       | The Baffles Puzzle              | Quebra-Cabeça Confuso                              |
| 03       | Professor Goodfellow’s G.E.E.C. | O Professor Boa Praça e o GEEK                     |
| 04       | The Weather Maker               | O Criador do Tempo                                 |
| 05       | Dr. Pelagian’s War              | A Guerra do Doutor Pelagian                        |
| 06       | The Shamon ‘U’                  | Mineração Espacial                                 |
| 07       | Too Hot To Handle               | Quente Demais                                      |
| 08       | The Androids                    | Os Androides                                       |
| 09       | The Balloon People              | O Povo Balão                                       |
| 10       | The Fantastic Frerps            | O Fantástico Frerps                                |
| 11       | The Ultra Beam                  | (ÁUDIO SOMENTE EM INGLÊS)                          |
| 12       | The Menace Of The White Dwarf   | A Ameaça do Anão Branco                            |
| 13       | The Mysterious Moles            | Os Misteriosos Toupeiras                           |
| 14       | Gulliver’s Gigantic Goof        | O Gigantesco Gulliver                              |
| 15       | The Planet Splitter             | O Divisor de Planetas                              |
| 16       | The Watermen                    | Os Homens Aquáticos (Último episódio da Temporada) |

## 2ª Temporada: All-New Super Friends Hour (1977)
| Episodio | Titulo Original                                                                     | Titulo No Brasil                                                                             |
| -------- | ----------------------------------------------------------------------------------- | -------------------------------------------------------------------------------------------- |
| 01       | The Brain Machine / The Joy Ride / The Invasion of the Earthors / The Whirlpool     | A Máquina do Cérebro / Passeio Perigoso / A Invasão dos Terríveis / O Remoinho               |
| 02       | The Secret Four / Tiger on the Loose / The Mysterious Time Creatures / The Antidote | O Quarteto Secreto / Tigre à solta / Viagem dos misteriosos Seres do Tempo / O Antídodo      |
| 03       | Invasion of the Hydronoids / Hitchhike / City in a Bottle / Space Emergency         | Invasão dos Hydronoids / A Carona / A Cidade Capturada / Emergência Espacial                 |
| 04       | Doctor Fright / Drag Race / Plant Creatures / Fire                                  | O Soro do Medo / Corrida Perigosa / O dia dos Homens-Planta / O Incêndio                     |
| 05       | The Monster of Dr. Droid / Vandals / Super Friends vs. Super Friends / Energy Mass  | O Monstro do Dr. Droid / Os Vândalos / Super Amigos contra Super Amigos / A Massa de Energia |
| 06       | The Enforcer / The Shark / Planet of the Neanderthals / Flood of Diamonds           | O Executor / Tubarão / O Planeta dos Neandertais / Inundação de Diamantes                    |
| 07       | The Invisible Menace / Initiation / Coming of the Arthropods / River of Doom        | A Ameaça Invisível / Iniciação / A Vinda dos Formigas / Rio da Condenação                    |
| 08       | Attack of the Giant Squid / Game of Chicken / The Water Beast / Volcano             | Ataque do Polvo Gigante / Jogo de Coragem / A Fera da Água / O Vulcão                        |
| 09       | The Collector / Handicap / The Mind Maidens / Alaska Peril                          | (ÁUDIO SOMENTE EM INGLÊS)                                                                    |
| 10       | The Fifty Foot Woman / Cheating / Exploration: Earth / Attack of the Killer Bees    | A Mulher de 15 metros / Trapaça / Exploração da Terra / Ataque das Abelhas Assassinas        |
| 11       | Forbidden Power / Pressure Point / The Lionmen / The Day of the Rats                | Força Proibida / Ponto de Pressão / Os Homens-Leões / O Dia dos Ratos                        |
| 12       | The Man Beasts of Xra / Prejudice / Tiny World of Terror / Tibetan Raiders          | Os Homens-Feras de XRA / Preconceito / O Minúsculo Mundo de Terror / Ataque Tibetano         |
| 13       | Frozen Peril / Dangerous Prank / The Mummy of Nazca / Cable Car Rescue              | Perigo Gelado / Brincadeira Perigosa / A Múmia de Nasca / Salvamento do Bondinho Aéreo       |
| 14       | The Marsh Monster / The Runaways / Will the World Collide? / Time Rescue            | O Monstro do Pântano / Os Fujões / O Mundo irá Colidir / Resgate através do Tempo            |
| 15       | The Protector / Stowaways / The Ghost / Rampage                                     | O Protetor / As Clandestinas / O Fantasma / O Tumulto (Último episódio da Temporada)         |

## 3ª Temporada: Challenge of the Super Friends (1978-79)

### 1ª parte
| Episodio | Titulo Original                    | Titulo No Brasil                                      |
| -------- | ---------------------------------- | ----------------------------------------------------- |
| 01       | WANTED: THE SUPERFRIENDS           | Procurados pela Justiça                               |
| 02       | INVASION OF THE FEARIANS           | Os Ferócios                                           |
| 03       | THE WORLD’S DEADLIEST GAME         | O Jogo Mais Mortífero do Mundo                        |
| 04       | THE TIME TRAP                      | A Armadilha do Tempo                                  |
| 05       | TRIAL OF THE SUPERFRIENDS          | O Julgamento dos Super Amigos                         |
| 06       | MONOLITH OF EVIL                   | O Monolito do Mal                                     |
| 07       | THE GIANTS OF DOOM                 | Gigantes da Destruição                                |
| 08       | SECRET ORIGINS OF THE SUPERFRIENDS | A Origem Secreta dos Super Amigos                     |
| 09       | REVENGE ON GORILLA CITY            | Vingança Contra a Cidade Gorila                       |
| 10       | SWAMP OF THE LIVING DEAD           | O Pântano do Morto Vivo                               |
| 11       | CONQUERORS OF THE FUTURE           | Conquistadores do Futuro                              |
| 12       | THE FINAL CHALLENGE                | O Desafio Final                                       |
| 13       | FAIRY TALE OF DOOM                 | A Fábula da Destruição                                |
| 14       | DOOMSDAY                           | O Dia do Juízo                                        |
| 15       | SUPERFRIENDS, REST IN PEACE        | Super Amigos: Descansem em Paz                        |
| 16       | HISTORY OF DOOM                    | História da Destruição (Último episódio da Temporada) |

### 2ª Parte
| Episodio | Titulo Original                        | Titulo No Brasil                                                 |
| -------- | -------------------------------------- | ---------------------------------------------------------------- |
| 01       | ROKAN: ENEMY FROM SPACE                | Rockan: Inimigos Do Espaço                                       |
| 02       | THE DEMONS OF EXXOR                    | Os Demonios De Exxor                                             |
| 03       | BATTLE AT THE EARTH'S CORE             | Batalha No Âmago Da Terra                                        |
| 04       | SINBAD AND THE SPACE PIRATES           | Sinbad E Os Piratas Espaciais                                    |
| 05       | PIED PIPER FROM SPACE                  | A Super Ameaça Do Espaço                                         |
| 06       | ATTACK OF THE VAMPIRE                  | O Ataque Do Vampiro                                              |
| 07       | THE BEASTS ARE COMING                  | Os Monstros Estão Chegando                                       |
| 08       | TERROR FROM THE PHANTOM ZONE           | Terror Na Zona Fantasma                                          |
| 09       | THE ANTI MATTER MONSTER                | O Monstro Anti-Materia                                           |
| 10       | WORLD BENEATH THE ICE                  | O Mundo Debaixo Do Gelo                                          |
| 11       | INVASION OF THE BRAIN CREATURES        | Invasão Das Criaturas Cérebro                                    |
| 12       | THE INCREDIBLE SPACE CIRCUS            | O Incrivel Circo Espacial                                        |
| 13       | BATMAN: DEAD OR ALIVE                  | Batman: Vivo Ou Morto                                            |
| 14       | BATTLE OF THE GODS                     | A Batalha Dos Deuses                                             |
| 15       | JOURNEY THROUGH INNER SPACE            | Viagem Através Do Espaço Interior                                |
| 16       | THE RISE AND FALL OF THE SUPER FRIENDS | Ascensão E Queda Dos Super Amigos (Último episódio da Temporada) |

## 4ª temporada: World's Greatest Super Friends (1979)
| Episódio | Título Original                    | Título no Brasil                               |
| -------- | ---------------------------------- | ---------------------------------------------- |
| 01       | Rub Three Times for Disaster       | O Gênio do Mal                                 |
| 02       | Lex Luthor Strikes Back            | Luthor Volta a Atacar                          |
| 03       | Space Knights of Camelon           | Os Cavaleiros Espaciais de Camélon             |
| 04       | The Lord of Middle Earth           | O Lorde do Centro da Terra                     |
| 05       | Universe of Evil                   | Universo do Mal                                |
| 06       | Terror at 20,000 Fathoms           | Terror a 20000 Braças                          |
| 07       | The Superfriends Meet Frankenstein | SuperAmigos Enfrentam Frankenstein             |
| 08       | The Planet of Oz                   | O Planeta de OZ (Último episódio da Temporada) |

## 5ª temporada: Super Friends (1980)
| Episódio | Título Original                  | Título no Brasil                                     |
| -------- | -------------------------------- | ---------------------------------------------------- |
| 01       | Big Foot                         | O Pé Grande                                          |
| 02       | The Ice Demon                    | O Demônio do Gelo                                    |
| 03       | The Make-Up Monster              | O Monstro da Maquiagem                               |
| 04       | Journey into Blackness           | Viagem ao Precipício Negro                           |
| 05       | The Cycle Gang                   | O Bando Irresponsável                                |
| 06       | Dive to Disaster                 | Mergulho Para o Desastre                             |
| 07       | Yuna the Terrible                | Yuna, a Terrível                                     |
| 08       | Rock and Roll Space Bandits      | Os Bandidos Espaciais do Rock n Roll                 |
| 09       | Elevator to Nowhere              | Elevador Para o Nada                                 |
| 10       | One Small Step for Mars          | A Um Passo de Marte                                  |
| 11       | Haunted House                    | A Casa Assombrada                                    |
| 12       | The Incredible Crude Oil Monster | O Incrível Monstro de Óleo                           |
| 13       | Voodoo Vampire                   | Vampira Voodoo                                       |
| 14       | Invasion of the Gleeks           | Invasão dos Gleeks                                   |
| 15       | Mxyzptlk Strikes Again           | Mxyzptlk Ataca Outra Vez                             |
| 16       | The Man in the Moon              | O Homem na Lua                                       |
| 17       | Circus of Horrors                | O Circo do Horror                                    |
| 18       | Around the World in 80 Riddles   | A Volta ao Mundo em 80 Enigmas                       |
| 19       | Termites from Venus              | Os Cupins de Vênus                                   |
| 20       | Eruption                         | Erupção                                              |
| 21       | Return of Atlantis               | A Volta de Atlântida                                 |
| 22       | The Killer Machines              | As Máquinas Assassinas                               |
| 23       | Garden of Doom                   | Jardim da Destruição                                 |
| 24       | Revenge of Bizarro               | A Vingança de Bizarro (Último episódio da Temporada) |

## 6ª temporada: Super Friends (1981)
| Episodio | Titulo Original            | Titulo No Brasil                                             |
| -------- | -------------------------- | ------------------------------------------------------------ |
| 01       | The Outlaws of Orion       | Foras da Lei de Órion                                        |
| 02       | Three Wishes               | Três Desejos                                                 |
| 03       | Scorpio                    | Scorpio                                                      |
| 04       | Mxyzptlk's Flick           | Dentro do Filme                                              |
| 05       | The Sink Hole              | Serpente dos Diamantes                                       |
| 06       | The Alien Mummy            | Múmia Alienígena                                             |
| 07       | The Evil from Krypton      | O Mal de Krypton                                             |
| 08       | The Creature from the Dump | O Monstro Poluído                                            |
| 09       | The Aircraft Terror        | As Aeronaves do Terror                                       |
| 10       | The Lava Men               | O Homem Lava                                                 |
| 11       | Bazarowurld                | O Mundo Bizarro                                              |
| 12       | The Warlord's Amule        | O Amuleto da Guerra                                          |
| 13       | The Iron Cyclops           | O Ciclope de Ferro                                           |
| 14       | Palette's Perils           | Os Monstros de Palette                                       |
| 15       | Colossus                   | Colossus                                                     |
| 16       | The Stowaways from Space   | Clandestinos no Espaço                                       |
| 17       | The Scaraghosta Sea        | Os Piratas Fantasmas                                         |
| 18       | The Witch's Arcade         | Perigo no Parque de Diversões (Último episódio da Temporada) |

## 7ª temporada:Episódios Perdidos/ Super Friends: The Lost Series (1983)
| Episodio | Titulo Original                  | Titulo No Brasil                            |
| -------- | -------------------------------- | ------------------------------------------- |
| 01       | Mxyzptlk's Revenge               | A Vingança de Mxyzptlk                      |
| 02       | Roller Coaster                   | A Montanha Russa                            |
| 03       | Once Upon a Poltergeist          | Era Uma Vez, Um Espírito                    |
| 04       | Warpland                         | Os Pervertidos                              |
| 05       | Two Gleeks Are Deadlier Than One | Dois Gleeks Também é Demais                 |
| 06       | Bulgor the Behemoth              | Bulgor o Beemote                            |
| 07       | The Krypton Syndrome             | A Síndrome de Krypton                       |
| 08       | Invasion of the Space Dolls      | Invasão dos Bonecos Espaciais               |
| 09       | Terror on the Titanic            | Terror no Titanic                           |
| 10       | Revenge of Doom                  | A Vingança do Destino                       |
| 11       | A Pint of Life                   | A Vida Por Um Fio                           |
| 12       | Day of the Dinosaurs             | Dia dos Dinossauros                         |
| 13       | Return of the Phantoms           | Retorno dos Fantasmas                       |
| 14       | Bully for You                    | Bravo Por Você                              |
| 15       | Superclones                      | Super Clones                                |
| 16       | Prisoners of Sleep               | Prisioneiros do Sono                        |
| 17       | An Unexpected Treasure           | Um Tesouro Inesperado                       |
| 18       | The Malusian Blob                | O Planeta Malusia                           |
| 19       | Attack of the Cats               | Ataque dos Gatos                            |
| 20       | One Small Step for Superman      | Um Pequeno Passo Para o Superman            |
| 21       | Video Victims                    | Vítima dos Vídeos                           |
| 22       | Playground of Doom               | Playground Fatal                            |
| 23       | Space Racers                     | Corredores Espaciais                        |
| 24       | The Recruiter                    | O Recrutador (Último episódio da Temporada) |

## 8ª temporada:O Lendário Show de Super Poderes/ Super Friends: The Legendary Super Powers Show (1984)
| Episodio | Titulo Original                         | Titulo No Brasil                                 |
| -------- | --------------------------------------- | ------------------------------------------------ |
| 01       | The Bride of Darkseid: Parts I          | A Noiva de Darkseid (Parte 1)                    |
| 02       | The Bride of Darkseid: Parts II         | A Noiva de Darkseid (Parte 2)                    |
| 03       | The Wrath of Brainiac                   | A Ira de Brainiac                                |
| 04       | Reflections in Crime                    | Reflexões nos Crimes                             |
| 05       | No Honor Among Thieves                  | Nenhuma Honra Entre Ladrões                      |
| 06       | Mr. Mxyzptlk and the Magic Lamp         | Mxyzptlk e a Lâmpada Mágica                      |
| 07       | The Case of the Shrinking Super Friends | O Caso do Encolhimento (ÁUDIO SOMENTE EM INGLÊS) |
| 08       | The Mask of Mystery                     | A Máscara do Mistério (ÁUDIO SOMENTE EM INGLÊS)  |
| 09       | Darkseid's Golden Trap: Parts I         | A Armadilha de Ouro de Darkseid (Parte 1)        |
| 10       | Darkseid's Golden Trap: Parts II        | A Armadilha de Ouro de Darkseid (Parte 2)        |
| 11       | Island of the Dinosoids                 | A Ilha de Dinossauros                            |
| 12       | Uncle Mxyzptlk                          | Tio Mxyzptlk                                     |
| 13       | The Case of the Dreadful Dolls          | O Caso das Bonecas Terríveis                     |
| 14       | The Royal Ruse                          | O Erro Real                                      |
| 15       | The Village of Lost Souls               | A Aldeia de Almas Perdida                        |
| 16       | The Curator                             | O Colecionador (Último episódio da Temporada)    |

## 9ª temporada:O Time de Super Poderes– Guardiões da Galáxia / The Super Powers Team – Galactic Guardian’s (1985)
| Episodio | Titulo Original               | Titulo No Brasil                                   |
| -------- | ----------------------------- | -------------------------------------------------- |
| 01       | The Seeds of Doom             | Sementes da Destruição                             |
| 02       | The Ghost Ship                | A Nave Fantasma                                    |
| 03       | The Bizarro Super Powers Team | A Super Equipe de Bizarro                          |
| 04       | The Darkseid Deception        | O Disfarce de Darkseid                             |
| 05       | The Fear                      | O Medo                                             |
| 06       | The Wild Cards                | As Cartas Selvagens                                |
| 07       | The Brainchild                | O Roubo do Cérebro                                 |
| 08       | The Case of the Stolen Powers | O Caso do Poder Roubado                            |
| 09       | The Death of Superman         | A Morte do Superman                                |
| 10       | Escape from Space City        | Fuga da Cidade Espacial (Último episódio da Série) |